# Filip Kapisoda
Filip Kapisoda (3 de abril de 1987 – 16 de marzo de 2010) fue un modelo y exjugador de handball montenegrino, uno de los concursantes del programa serbio Veliki Brat VIP All Stars (Big Brother VIP All Stars) en el que llegó a la final en tercer lugar. Debido a su atractivo físico, Kapisoda recibió una oferta del diseñador Rocco Barocco, pero la rechazó para hacer carrera en Montenegro. Como participante en múltiples desfiles de moda, Kapisoda ganó muchos premios. Recibió el reconocimiento como mejor modelo de la Belgrade Fashion Week 2006. Kapisoda asesinó a su novia Ksenija Pajčin y después se suicidó.

## Muerte
El 16 de marzo de 2010 se encontraron los cadáveres de Kapisoda y su novia, la cantante Ksenija Pajčin, de 32 años, en su apartamento de Belgrado. Ambos tenían heridas de bala en la cabeza. La policía sospecha que se trató de un asesinato-suicidio, en el que Kapisoda fue el autor de los disparos. La policía fue llamada a la casa varias noches antes, ya que la pareja fue denunciada por los vecinos porque Kapisoda había irrumpido en el apartamento de Pajčin, derribando la puerta. Los primeros informes de la investigación afirmaban que los cadáveres fueron descubiertos por la madre de la cantante, y que el arma utilizada en el homicidio se encontró junto al cuerpo de Kapisoda. Se cree que el motivo del asesinato-suicidio fueron los celos.
Fue enterrado el 19 de marzo de 2010 en Cetinje, un día antes del funeral de Pajčin. A su funeral asistieron su hermano, el jugador de handball Petar Kapisoda y su amiga, la cantante Goga Sekulić.